# Leucoagaricus carneifolius
Leucoagaricus carneifolius (Gillet) Wasser, Ukraïns'kiĭ Bot. Zhurn. 34(3): 307 (1977).

## Descrizione della specie

### Cappello
Carnoso, emisferico, finemente ricoperto da piccole squame brunastre su fondo biancastro.

### Lamelle
Fitte, arrotondate al gambo, color roseo-carnicino.

### Gambo
Cilindrico, ingrossato alla base, color bianco-nocciola.

### Carne
Bianca, tendente ad ingiallire allo sfregamento; odore quasi nullo, sapore di nocciola.

### Spore
Bianche in massa.

## Habitat
Fruttifica in estate-autunno, su terreni coltivati, orti e prati.

## Commestibilità
Buona.

## Etimologia
Dal latino carneus e folius, lamelle color carne, per il tipico colore rosato delle sue lamelle.

## Sinonimi e binomi obsoleti
- Lepiota carneifolia Gillet, Les Hyménomycètes ou description de tous les champignons (fungi) qui croissent en France (Alençon) (1874)
- Lepiota densifolia Gillet, Les Hyménomycètes ou description de tous les champignons (fungi) qui croissent en France (Alençon) (1874)
- Leucoagaricus carneifolius (Gillet) M.M. Moser, Kleine Kryptogamenflora (Stuttgart) 2: 115 (1953)
- Leucoagaricus densifolius (Gillet) Bon, Documents Mycologiques 12(no. 48): 44 (1983) [1982]
- Leucoagaricus densifolius (Gillet) Babos, Flora of the Hortobágy National Park (Budapest): 82 (1982)
- Leucocoprinus carneifolius (Gillet) anon., (1945)